# El temor de la Fundación
El temor de la Fundación (1997) es la primera novela de la Segunda Trilogía de la Fundación. Fue escrita por Gregory Benford, un escritor de ciencia ficción norteamericano, por encargo de los representantes literarios de Isaac Asimov, autor de la mítica Saga de la Fundación, y trata de la forma en que su protagonista, Hari Seldon, llegó al cargo de primer ministro del Imperio Galáctico y los medios que usó para validar sus ecuaciones psicohistóricas.

## Estilo y temática
Sus principales características literarias son el intensivo uso del diálogo y la exposición de elaborados cuadros descriptivos del devenir histórico del Imperio Galáctico, producto de la aplicación práctica de las ecuaciones de la ciencia psicohistórica. 
A lo anterior se agrega un claro tono humorístico, expresado en diversas situaciones, como por ejemplo la competición entre los suicidas de Trántor que pugnaban por adjudicarse la cifra del millón y que se habían estado arrojando durante milenios de lo más alto de los balcones imperiales, o la extraña ceremonia del "Guardarropa del Saludo", que es un rito de iniciación social al que se ve sometido Hari Seldon, consistente en desnudarse colectivamente junto a otros miles de aspirantes a cargos públicos. 
La novela constituye una curiosa fusión de los universos literarios de Benford y Asimov. Benford incorpora algunas de sus preocupaciones literarias, tales como los programas de inteligencia artificial computacional, encarnado en los dos simulacros llamados Voltaire y Juana de Arco, los que son resucitados por Seldon en un afán de comprobar sus teorías psicohistóricas. Tales simulacros son activados gracias a ingentes volúmenes de memoria y capacidad computacional en manos de una compañía privada. También está presente la idea de conectar la percepción y conciencia humana con la animal.

## Trama
La novela de Benford está ambientada en el preciso momento en que Hari Seldon es nombrado primer ministro por el Emperador Cleón I, gobernante del Imperio Galáctico. Seldon debe sobrevivir a varios intentos de asesinato de parte de sus oponentes políticos. Intenta validar su teoría de la psicohistoria usando como modelo la sociedad de los chimpancés y antiguos programas de inteligencia artificial exhumados en el planeta Sark. Con ayuda de R. Daneel Olivaw y sus robots, y de mentes alienígenas, con las cuales debe pactar, logra derrotar a sus enemigos y acceder, de mala gana, al cargo político que se le ha impuesto. La novela describe al protagonista en términos humanos e íntimos, especialmente en relación con su esposa Dors Venabili, una robot humaniforme, encargada por Daneel Olivaw de proteger su existencia.
La novela logra responder a interrogantes cruciales que el propio Asimov no contestó. ¿Por qué la Galaxia carece de entidades alienígenas inteligentes? ¿Existen vestigios de tales inteligencias? Y de existir, ¿dónde se encuentran? ¿Por qué la Vía Láctea está poblada solo por humanos? ¿Cómo pudo Seldon ejercer en el absorbente cargo de primer ministro y a la vez dedicarse al desarrollo de su ciencia? ¿Cómo estaba estructurado socialmente Trántor? ¿Que complejidades tenía la ciencia psicohistórica? ¿Qué papel jugaban las computadoras? ¿Existían equivalentes mecánicos de los robots?
A todas estas interrogantes Benford da una respuesta satisfactoria. Por ejemplo, a la primera pregunta, la novela plantea una respuesta magistral: las civilizaciones galácticas alienígenas fueron totalmente barridas en una especie de genocidio cósmico -el "incendio en la pradera"- por flotas de robots enviados en los comienzos de la colonización galáctica y, al parecer, sin el conocimiento de los mismos humanos. Tal crimen llega avergonzar al mismo Daneel, la inteligencia robótica suprema y amigo de Seldon. Los restos de la vida alienígena sobrevivieron en forma digital en el Centro de la Galaxia y con el tiempo invadieron el Retículo de Trántor (el equivalente a Internet). Seldon toma contacto con tales inteligencias y averigua horrorizado la verdad acerca del genocidio. Esta respuesta unifica aún más el ciclo asimoviano de los Robots con los del Imperio y la Fundación. Los robots, protagonistas de los primeros relatos de Asimov, dotados de las famosas tres leyes de su invención, han terminado por destruir la biodiversidad inteligente de la Galaxia en un afán sumiso de favorecer el desarrollo de la especie humana; preparan de esta forma, y de manera lógica, el escenario para la subsiguiente colonización estelar y la creación del Imperio Galáctico sin la más mínima oposición alienígena.
Como es natural, la novela presenta algunas inconsistencias con el universo de Asimov. Como por ejemplo, el hecho que Daneel declare que no tiene la capacidad para manipular las emociones de Seldon, cuando en la novela Preludio a la Fundación queda expuesta en forma explícita tal capacidad. Otra inconsistencia fue el recurso de los agujeros de gusano como medio de navegación interestelar, en contraposición al "salto hiperespacial" de Asimov. Mientras que Benford caracteriza a Yugo Amaril -el ayudante de Seldon- como un apasionado nacionalista dahlita, Asimov lo presenta como un hombre desarraigado ajeno a otros intereses que no sean los de la psicohistoria.
Pero no hay que olvidar que las propias novelas de la Saga escrita por este presentaban tales inconsistencias, y que él mismo reconocía. En suma, la novela, en combinación con las de Greg Bear (Fundación y Caos) y David Brin (El triunfo de la Fundación) amplían en forma significativa el universo de la Fundación asimoviana.